# نخستین دوره ریاست‌جمهوری دونالد ترامپ

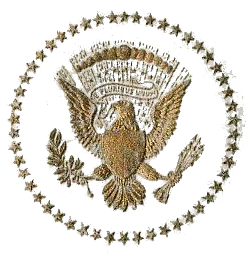
ریاست‌جمهوری دونالد ترامپ راس ظهر ۲۰ ژانویه ۲۰۱۷ به وقت منطقه زمانی شرقی شروع شد و راس ظهر ۲۰ ژانویه ۲۰۲۱ پایان یافت. دونالد ترامپ پس از ادای سوگند

نخستین دوره ریاست‌جمهوری دونالد ترامپ رأس ظهر ۲۰ ژانویه ۲۰۱۷ به وقت منطقه زمانی شرقی شروع شد و رأس ظهر ۲۰ ژانویه ۲۰۲۱ پایان یافت. دونالد ترامپ پس از ادای سوگند، رسماً به عنوان رئیس‌جمهور ایالات متحده آمریکا جانشین باراک اوباما شد. ترامپ که جمهوری‌خواه است، در انتخابات ریاست جمهوری سال ۲۰۱۶ بر هیلاری کلینتون که عضو حزب دموکرات و وزیر سابق امور خارجه، سناتور سابق از نیویورک، بانوی اول سابق و کارآفرینی از نیویورک آمریکا بود، پیروز شد. فرد اول انتخابی او فرماندار مایک پنس از ایندیانا، در همان روز تحلیف، منصب معاون رئیس‌جمهور را برعهده گرفت. ترامپ با ۷۰ سال سن در هنگام ادای سوگند، مسن‌ترین رئیس‌جمهور آمریکا لقب گرفت. دورهٔ ریاست جمهوری ترامپ در ۲۰ ژانویه ۲۰۲۱ به پایان رسید، اما او مجاز بود برای انتخاب مجدد در انتخابات ریاست جمهوری سال ۲۰۲۰ هم شرکت کند؛ که با شکست در مقابل کاندیدای دموکرات‌ها، جو بایدن این انتخابات را به جبهه مقابل واگذار کرد.
ترامپ در تلاش‌های خود برای لغو قانون حفاظت از بیمار و مراقبت مقرون‌به‌صرفه ناموفق بود. یکی از اهداف ترامپ نیز کاهش قابل توجه در هزینه‌های برنامه‌های رفاهی عمده از جمله مدیکر و مدیکید بود. او مقررات زیست‌محیطی متعددی را تغییر داد و از توافق آب و هوایی پاریس خارج شد. او قانون قدم اول را در مورد آموزش شغلی و آزادی زودهنگام برخی از زندانیان فدرال امضا کرد. ترامپ در دوران ریاست‌جمهوری خود، نیل گرساچ، برت کاوانا و امی کنی برت را به عضویت در دیوان عالی ایالات متحده منصوب کرد. با امضای قانون کاهش مالیات‌ها در سال ۲۰۱۷ و افزایش هزینه‌های دولتی، کسری بودجه فدرال به طرز چشمگیری افزایش یافت. او با اعمال تعرفه‌های تجاری به جنگ تجاری آمریکا و چین دامن زد. اعمال چنین تعرفه‌هایی باعث اقدامات تلافی جویانه از سوی چین، کانادا، مکزیک و اتحادیه اروپا شد. دولت او از شراکت ترنس-پسیفیک خارج شد و قرارداد تجارت آزاد آمریکای شمالی را امضا کرد.

## کارکنان

### کابینه
ترامپ حین دوره انتقالی ریاست جمهوری خود اعلام کرد راینس پریبس رئیس کمیته ملی جمهوریخواه را به عنوان رئیس ستاد کارکنان خود برگزیده است. این منصب نیاز به کسب رأی اعتماد سنا ندارد. جدا از معاونت رئیس‌جمهور، سایر مناصب کابینه و در سطح کابینه نیاز به کسب رأی اعتماد از سنا دارند. ترامپ در ۱۸ نوامبر نخستین عضو تعیین شدهٔ کابینه‌اش را اعلام کرد و سناتور آلاباما جف سشنز را برای سمت دادستانی کل برگزید.

### مناصب شاخص غیر کابینه‌ای
| ¶ کارکنان کاخ سفید - استراتژیست ارشد - استیو بنن - مشاور رئیس‌جمهور - استیو بنن - کلین کانوی - مشاور ارشد رئیس‌جمهور - استیون میلر - جرد کوشنر - قائم مقام ستاد کارکنان - کیتی والش - جو هگین - ریک دربورن - مدیر ارتباطات/دبیر رسانه‌ای کاخ سفید - شان سپایسر | ¶ امور امنیتی و بین‌المللی - مشاور امنیت ملی - ایچ. آر. مکمستر - اداره‌کننده اطلاعات ملی - دن کوتس - اداره کننده اف‌بی‌آی - جیمز کومی1 (2013–تاکنون) - اداره کننده سی‌آی‌ای - مایک پمپئو2 |  |

| ¶ امور داخلی - رئیس شورای مشاوران اقتصادی - TBD - رئیس ابرشرکت بیمه فدرال ذخیره - Martin Gruenberg1 (2011–present) - رئیس کمیسیون بورس و اوراق بهادار آمریکا - TBD - اداره‌کننده شورای ملی اقتصادی - TBD | ¶ هیئت مدیره فدرال رزرو - رئیس - جنت یلن1 (2014–تاکنون) - دیگر انتصابات - TBD |  |

۱منصوب باراک اوباما

۲در انتظار رأی اعتماد سنا

## سیاست
سیاست اقتصادی
به‌طور کلی، سیاست اقتصادی ترامپ اشتغال بیشتر برای کارگران،و رشد اقتصادی ۴ تا ۶ درصد بود. یکی از اولین برنامه‌هایی که ترامپ در زمان انتخابش اجرا کرد، طرح کاهش مالیات شرکت‌ها بود.قانون کاهش مالیات و مشاغل او در دسامبر ۲۰۱۷ معافیت‌های مالیاتی عمده ای را برای شرکت‌ها و افراد ثروتمند فراهم کرد. این سیاست، از جمله، نرخ مالیات بر درآمد شرکت‌ها را از ۳۵٪ به ۲۱٪ کاهش داد.
اقتصاد دانان می‌گویند، ترامپ یک اقتصاد را از دولت اوباما به ارث برد که در حال گسترش بود. و در طول سه سال اول ریاست جمهوری او به این روند ادامه داد و در آخرین سال ریاست جمهوری ترامپ، نرخ بیکاری در ماه فوریه به کمترین میزان در ۵۰ سال گذشته یعنی ۳٫۵ درصد رسید. اما شکست ترامپ در رهبری، در طول همه‌گیری کووید-۱۹ رکود مالی را تشدید کرد، سیاست‌های وی عمدتاً به نفع ثروتمندان بود و سیاست‌های تجارت بین‌المللی که به صنعت ایالات متحده آسیب می‌رساند و در عین حال متحدان را از خود دور می‌کرد.از نظر منتقدان، کاهش مالیات و افزایش هزینه‌های ترامپ منجر به کسری بودجه ۳ تریلیون دلاری شد. اما مدافعان رئیس‌جمهور پاسخ می‌دهند که او کسری بودجه زیادی را به دلیل افزایش هزینه‌های تامین اجتماعی و مدیکر، به ارث برده است. و کاهش مالیات در سال ۲۰۱۷ کمک زیادی به اقتصاد رو به رشد تا سال ۲۰۱۹ داشته است.
سیاست تجاری
دونالد ترامپ رئیس‌جمهور آمریکا بر سه موضوع تکراری در مورد سیاست تجاری تأکید کرد:
- اهمیت ترازهای تجاری، از جمله ترازهای تجاری دوجانبه
- دستکاری ارز برای به دست آوردن مزیت ناعادلانه در تجارت
- و توافقات تجاری «فاجعه بار»[۱۱]

دونالد ترامپ چهار سال از ریاست جمهوری اش را صرف تغییر هفت دهه سیاست تجاری آمریکا کرد.
ترامپ در اقدامی تعیین‌کننده اقتصادی، جنگ تجاری را با چین به راه انداخت. در جبهه دیگر، او از فولاد و آلومینیوم متحدان ایالات متحده مالیات گرفت. و او با تهدید به از بین بردن ۱٫۴ تریلیون دلار تجارت سالانه با مکزیک و کانادا، شرکت‌های خود آمریکا را به وحشت انداختوی با انتشار برنامهٔ خود چین را به عنوان یک دستکاری‌کننده در نرخ ارز اعلام کردبرای تولیدکنندگان آمریکایی، سیاست تجاری دولت ترامپ - تعرفه‌ها و اقدامات تلافی جویانه خارجی مرتبط - به وضوح در ایجاد رکود تولید ایالات متحده در سال ۲۰۱۹، نقش داشت.در ماه‌های اولیه ریاست جمهوری ترامپ، تنها اقدام قطعی ترامپ در تجارت، خروج از شراکت ترانس پاسیفیک بود.

## سیاست داخلی
اولویت‌های داخلی دونالد ترامپ تا حد زیادی منعکس کننده موضوعاتی بود که وی در مبارزات انتخاباتی خود داشت: محدود کردن مهاجرت، عملیات نظارتی در داخل کشور به عنوان یک اقدام ضد تروریسم، امنیت اجتماعی، رفاه و مراقبت‌های بهداشتی، کاهش مالیات‌ها،کنترل اسلحه و مالکیت سلاح گرم و لغو قانون مراقبت مقرون به صرفه.
مهاجرت
دولت ترامپ در زمان ریاست جمهوری، سیاست‌هایی را در مورد طیف گسترده‌ای از مسائل مهاجرت پیشنهاد و اجرا کرد که همه چیز را از پناهندگی گرفته تا سیاست اخراج، اسکان مجدد پناهندگان و پذیرش از برخی از کشورهای دارای اکثریت مسلمان را شامل می‌شد.وی پس از تحلیف خود فرمان اجرایی برای محدود کردن مسافران از هفت کشور عمدتاً مسلمان به مدت ۹۰ روز امضا کرد، و شروع به ساخت دیوار در امتداد مرز جنوبی ایالات متحده و جداسازی خانواده‌ها برای مهاجرانی که به دنبال ورود به این کشور بودند، اجرا کرد.ترامپ در مجموع ۴۷۲ اقدام اجرایی در زمینه مهاجرت انجام داد.
حقوق اسلحه
ترامپ در دوره ریاست جمهوری خود چندین بار سعی کرد قوانین اسلحه را کاهش دهد. اندکی پس از روی کار آمدن ترامپ، لایحه‌ای را امضا کرد که مقررات دوران اوباما را که خرید اسلحه را برای افراد مبتلا به بیماری‌های روانی دشوارتر می‌کرد، لغو کرد.

دونالد ترامپ پیش از انتخابات به اعضای انجمن ملی تفنگ گفت که در صورت پیروزی در انتخابات ریاست جمهوری، 
«هیچ‌کس روی سلاح گرم شما انگشت نمی‌گذارد»

#### آموزش
او مخالف استاندارهای common-core برای مدارس ابتدایی و متوسطه است. او common-core را فاجعه‌ای خوانده که باید پایان یابد.از جمله اقدامات وی، گسترش فرصت‌های آموزشی، مبارزه خستگی ناپذیر برای دسترسی هر آمریکایی به بهترین آموزش ممکن.

#### آزادی مذهب
به‌طور کلی ترامپ در زمان ریاست جمهوری اش آزادی مذهبی را تضعیف کرد. یک هفته پس از تحلیف، ترامپ فرمان اجرایی تحت عنوان «حفاظت از ملت در برابر ورود تروریست‌های خارجی به ایالات متحده» را امضا کرد که پناهجویان و مهاجران برخی از کشورهای مسلمان نشین را از ورود به ایالات متحده منع می‌کرد. این اقدام به شدت مسلمانان را هدف قرار داد و باعث غوغای مذهبی شد.

## روابط خارجی و دفاع

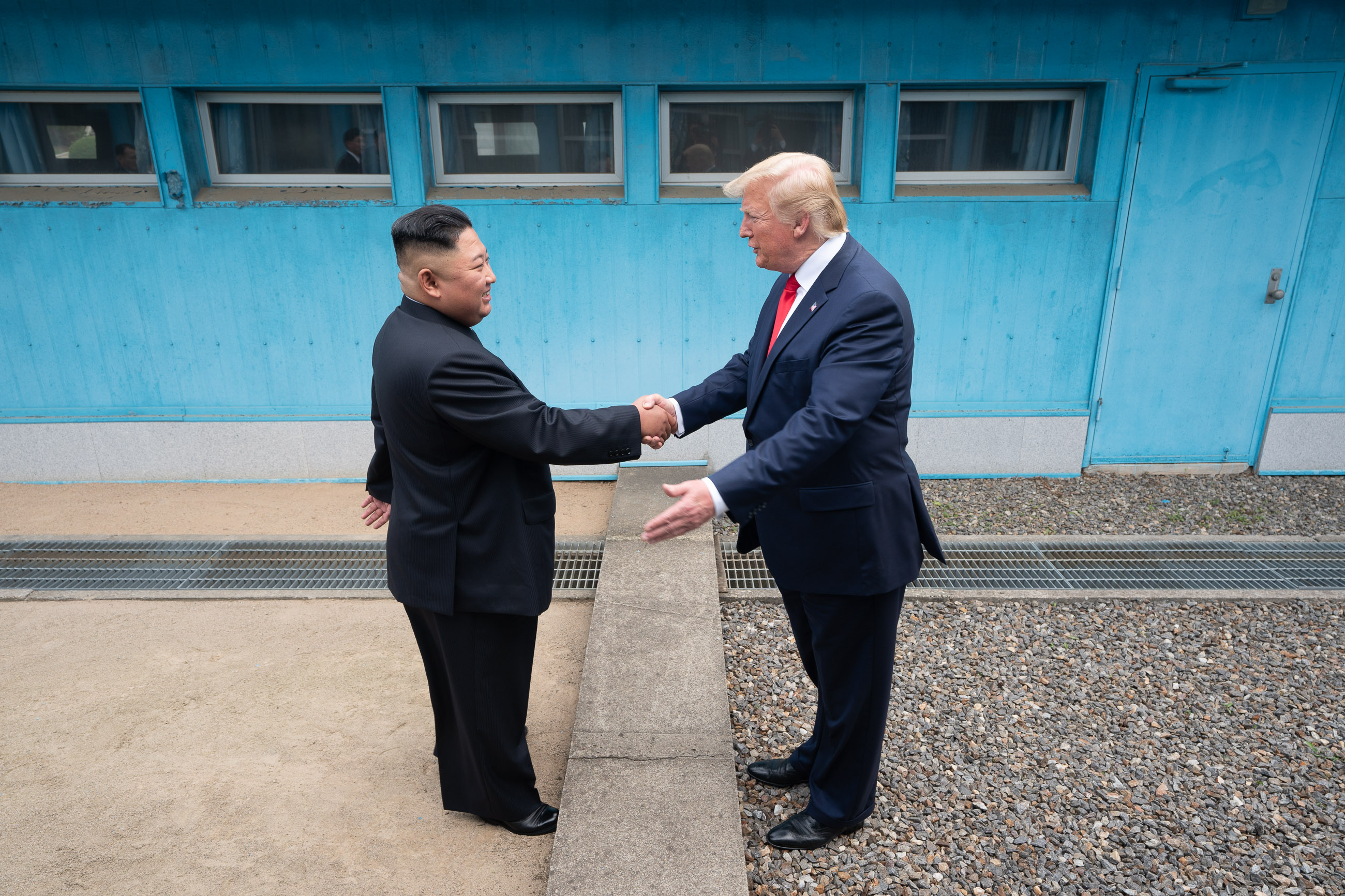
ترامپ و کیم جونگ اون رهبر حزب کارگران کره کره شمالی در منطقه غیرنظامی کره دست می‌دهند، ۳۰ ژوئن ۲۰۱۹.

به‌طور کلی، سیاست خارجی ترامپ منعکس کننده یک رشته انزواطلبی بود که از زمان جنگ جهانی دوم تا حد زیادی در امور ملی به حاشیه رانده شده بود. ترامپ معتقد است آمریکا نیاز دارد به‌جای «ملت سازی» در خارج، بر حل مشکلات خودش تمرکز کند.او همچنین به کاهش حضور نظامی آمریکا در خارج از کشور تأکید دارد.ترامپ به عنوان رئیس‌جمهور به‌طور قابل توجهی هزینه‌های دفاعی را افزایش داد و شاخه جداگانه ای از نیروهای مسلح را برای رسیدگی به رقابت فضایی ایجاد کرد. او همچنین استراتژی امنیت ملی و دفاعی ایالات متحده را برای تمرکز بر رقابت قدرت‌های بزرگ با چین و روسیه تغییر داد و متحدان اروپایی را با تهدید به ترک اتحاد دفاعی متقابل دوران جنگ سرد تحریک کرد.

### افغانستان
شمار سربازان آمریکایی در افغانستان در طول ریاست جمهوری ترامپ به شدت کاهش یافت. تا پایان دوره تصدی ترامپ سطح سربازان در افغانستان به پایین میزان از زمان روزهای اول جنگ در سال ۲۰۰۱ رسید. ریاست جمهوری ترامپ شاهد گسترش جنگ پهپادی و افزایش عظیم تلفات غیرنظامیان در افغانستان نسبت به دولت اوباما بود.
در فوریه ۲۰۲۰, دولت ترامپ توافقنامه ای را با طالبان امضا کرد، که در صورت پایبندی طالبان به آن، قرار بود تا مه ۲۰۲۱ نیروهای آمریکایی را از افغانستان خارج کند (بایدن جانشین ترامپ بعدها این موعد را تا سپتامبر ۲۰۲۱ به تعویق انداخت. در چارچوب این توافق، آمریکا پذیرفت ۵۰۰۰ عضو طالبان که از سوی حکومت افغانستان زندانی شده بودند را آزاد کنند، کسانی که بعضی‌هایشان بعداً به حمله ۲۰۲۱ طالبان که حکومت افغانستان را سرنگون کرد پیوستند.
در سال ۲۰۲۰, تلفات آمریکاییان در افغانستان به پایین‌ترین میزان خود در سراسر جنگ رسید. در عراق این تلفات زیاد شد و به طرز قابل توجهی در دوره ترامپ بیشتر از دوره دوم اوباما بود.
در پی فروپاشی حکومت افغانستان و سقوط کابل در اوت ۲۰۲۱، اتهاماتی از سوی الیویا تروی در توییتر مطرح شد که دولت ترامپ عامدانه در فرایند ویزا برای افغان‌هایی که به تلاش‌های آمریکا در افغانستان کمک کرده بودند کارشکنی می‌کند.

#### ایران
سیاست‌های ترامپ در قبال ایران، عموماً در تضاد با اصول واقع‌گرایانه و انزواطلبانه سیاست خارجی او بودند.خروج یکجانبه ترامپ در ماه مه ۲۰۱۸، از توافق هسته ای ایران و اعمال تحریم‌های فلج کننده علیه ایران، اجرای شدید همه تحریم‌ها برای به صفر رساندن صادرات نفت ایران و محروم کردن ایران از منبع اصلی درآمدش.و همچنین تنش‌های بسیار بین آمریکا و ایران در دوران ریاست جمهوری ترامپ، به ویژه پس از ترور ژنرال ایرانی قاسم سلیمانی در ژانویه ۲۰۲۰، که به یک رویارویی نظامی تبدیل شد.

#### اسرائیل
دونالد ترامپ بارها ادعا کرده است که اسرائیلی‌ترین رئیس‌جمهور ایالات متحده خواهد بود و در واقع هم بوده است. ترامپ در پست اخیر خود در شبکه اجتماعی Truth Social اظهار داشت: 
«هیچ رئیس‌جمهوری بیش از من برای اسرائیل انجام نداده است.»
از جمله اقداماتش، تجدید دوستی و اتحاد با اسرائیل،انتخاب اورشلیم به عنوان پایتخت واقعی اسرائیل. ترامپ به سرعت سفارت آمریکا در اسرائیل را به اورشلیم منتقل کرد و حق حاکمیت اسرائیل بر بلندی‌های جولان را پذیرفت و اعلام کرد که شهرک سازی‌های اسرائیل در کرانه باختری با قوانین بین‌المللی مغایرت ندارد.

## اقدامات
برخی از اقداماتی که دونالد ترامپ در طول ریاست‌جمهوری خود انجام داد، عبارتند از:
- خروج از توافقنامه برجام و تحریم اقتصادی ایران
- به رسمیت شناختن اورشلیم به عنوان پایتخت اسرائیل توسط آمریکا و انتقال سفارت آمریکا در اسرائیل از تل‌آویو به اورشلیم
- کشیدن دیوار بین مرز آمریکا و مکزیک
- افزایش تعرفه بر واردات کالاهای چینی و اروپایی
- خروج از توافقنامه پاریس
- امضای توافقنامه صلح بین کشورهای امارات متحده عربی و بحرین با اسرائیل
- دستور به قتل ابوبکر بغدادی، رهبر داعش
- دستور به قتل قاسم سلیمانی، فرمانده نیروی قدس سپاه پاسداران انقلاب اسلامی
- دستور به قتل ابومهدی المهندس، معاون رئیس حشد شعبی